# Isca sullo Ionio
Isca sullo Ionio (Jìsca in calabrese) è un comune italiano di 1 475 abitanti della provincia di Catanzaro in Calabria.
Isca è sede della Comunità Montana del Versante Ionico, di cui fanno parte i comuni di Cardinale, Davoli, Guardavalle, Santa Caterina, Badolato, Sant'Andrea, San Sostene, Satriano.
La località di Sanagasi, ubicata nella zona di espansione di Isca Marina, è stata teatro di interessanti scoperte archeologiche, riguardanti, in particolare, una villa e reperti di età romana.

## Geografia fisica
Isca sullo Ionio è situata nella parte meridionale della provincia di Catanzaro.
I confini del comune di Isca sono a nord con il fiume Salùbro ad est con il mar Ionio, a sud con il fiume Gallipari e ad ovest con i contrafforti dell'Appenino Calabro (le Serre) con i monti San Nicola, Monte Pietra Cavallera, Serra di Pezzolella e il parco eolico di San Sostene. Il borgo di Isca è adiacente al torrente Valle Oscura, l'unico affluente destro del Salùbro.

### Territorio
Il territorio del paese, attualmente, parte dal livello del mare con Isca Marina e arriva fino a poco più di 1100 m s.l.m.
All'interno del territorio si trovano le interessanti cascate del Gallipari nei pressi della vecchia centralina idroelettrica del Romito e le "cascatelle di Isca" che si trovano a sud del borgo nella parte alta del torrente Valle Oscura.

## Storia
Isca e il suo territorio, assieme a Santa Caterina e Sant'Andrea, fece parte dei casali dipendenti dalla ben più influente Badolato.
I baroni di Badolato furono quindi anche feudatari di Isca, tra cui si ricordano i Ruffo di Catanzaro, i di Francia, e nel 1454 i Toraldo, i quali parteciparono anche alla battaglia di Lepanto (1571) e la amministrarono fino al 1596.
Isca passò poi ai Ravaschieri (1596), ai Pinelli (1692) ed infine ai Pignatelli di Belmonte (1779), che la cedettero in retro feudo ai Gallelli, i quali ressero il potere fino alla fine della feudalità (1806).
il paese fu colpito dai terremoti del 1659, 1783 e 1947 che causò due morti
Nel 1998 il comune fu sciolto per infiltrazioni mafiose

### Simboli
Lo stemma e il gonfalone sono stati concessi con decreto del presidente della Repubblica del 21 aprile 1999.
Il gonfalone è un drappo di bianco.

## Monumenti e luoghi di interesse
Architettura Civile
Palazzo Romiti Cosentino, fine 1700
Palazzo Leuzzi, del 800
antichi Mulini, situati lungo il torrente Valle Oscura
ruderi chiesa San Giovanni, del 1613
Frantoio manuale
Architettura Militare
Torre di difesa, del 700
Altro
Monumento ai caduti della Guerra, in via Regina Elena
Siti Archeologici
La località di Sanagasi, ubicata nella zona di espansione di Isca Marina, è stata teatro di interessanti scoperte archeologiche, riguardanti, in particolare, una villa e reperti di età romana.
Biblioteca
Biblioteca comunale
Biblioteca Vincenziana
Museo
Museo degli strumenti della musica popolare calabrese
Chiese
chiesa San Nicola Matrice, chiesa SS Annunziata, chiesa San Michele

## Media
Teatro open space

## Società

### Evoluzione demografica
Abitanti censiti

## Economia
L'economia del paese è prettamente turistica d'estate con il mare azzurro e le sue spiagge bianche, nel resto dell'anno in collina con l'agricoltura e la produzione dell'olio e del vino.

## Trasporti e infrastrutture
Situata sula strada statale Jonica, è collegata tramite bus all' aeroporto e stazione del treno di Lamezia Terme e alla stazione del treno di Soverato. E' distante 60 km dall'autostrada Salerno - Reggio Calabria ed è a pochi chilometri dai porti turistici di Soverato e Badolato.

## Sport
La principale squadra di calcio a 5 della città è l'A.S.D. Isca Futsal che milita nella serie D calabrese per la provincia di Catanzaro.